# Stefan Holm
Stefan Holm (* 25. května 1976, Forshaga) je bývalý švédský sportovec, atlet, olympijský vítěz (2004), čtyřnásobný halový mistr světa (2001, 2003, 2004, a 2008) a dvojnásobný halový mistr Evropy (2005, 2007) ve skoku do výšky.
Atletickou kariéru ukončil v roce 2008, kdy vybojoval ve Valencii čtvrtý titul halového mistra světa a na letních olympijských hrách v Pekingu skončil těsně pod stupni vítězů, na 4. místě.
S výškou 181 cm překonal laťku ve výšce 240 cm a stal se spolu s Franklinem Jacobsem držiteli neoficiálního rekordu v přeskočení vlastní výšky o 59 cm.

## Vrcholné sportovní podniky

### Atény 2004
Na Letních olympijských hrách 2004 skončil na prvním místě výkonem 236 cm. Druhý byl Matt Hemingway (234 cm) a třetí Čech Jaroslav Bába (také 234 cm). Byla to jeho první medaile z letních olympijských her. Poprvé reprezentoval na olympiádě v roce 2000 v australském Sydney, kde skončil na čtvrtém místě, když o medaili přišel jen díky horšímu technickému zápisu na výšce 229 cm, kterou překonal třetím pokusem.

### Paříž 2003
Na Mistrovství světa v atletice 2003 získal svoji první a doposud i poslední medaili z mistrovství světa, stříbrnou.

### Helsinky 2005
Na Mistrovství světa v atletice 2005 obsadil až sedmé místo. Skočil 229 cm na druhý pokus.

### Ósaka 2007
Na Mistrovství světa v atletice 2007 skončil na čtvrtém místě, přestože všechny výšky do 233 cm skočil na první pokus, ale 235 cm už neskočil, zatím co Donald Thomas z Baham, Rus Jaroslav Rybakov a Kypřan Kyriakos Ioannou ano.

## Osobní rekordy
Patří mezi šest výškařů celé historie, kteří v hale překonali 240 cm. Totéž dokázali také Ivan Uchov, Hollis Conway, Patrik Sjöberg, Carlo Thränhardt a Javier Sotomayor.
- hala – (240 cm – 13. března 2005, Madrid)
- venku – (237 cm – 13. července 2008, Athény)